# Belgorod
Belgorod (ruski: (Бе́лгород) je grad u zapadnoj Rusiji. Nalazi se na obalama rijeke Severskoga Doneca, 40 km istočno od ukrajinske međe, na  50°37′N 36°35′E / 50.617°N 36.583°E.
Broj stanovnika: 328 482 (2024. godine).
Ime mu u prijevodu znači "bijeli grad", zbog blizine bogatih naslaga vapnenca. 
Naselje se prvi put spominje 1237. kada su ga razorile horde Batu-kana. 1596. godine je ponovno izgrađen po zapovijedi Borisa Godunova, kao jedna od brojnih utvrda izgrađenih za obranu južne granice od Krimskih Tatara.
Kad se ruska granica pomakla dalje prema jugu, tvrđava je zapuštena, a grad je dodijeljen upravi vlasti iz Kurska. Petar Veliki ga je posjetio uoči poltavske bitke, i dragunska regimenta je bila stacionirana u gradu sve do 1917.godine.
Za vrijeme bitke kod Kurska, obližnje selo Prohorovka u Belgorodskoj oblasti je bilo mjesto najveće oklopničke bitke u povijesti, 12. srpnja, 1943.). Spomenici iz drugog svjetskog rata uključuju Belgorodsku dioramu i veliku katedralu iz Prohorovke.
Belgorod je upravno, industrijsko i kulturno središte Belgorodske oblasti, koja je ustanovljena 1954. godine. Glavna obrazovna središta su Belgorodsko državne tehnološko sveučilište Šuhov, Belgorodska agrikulturna akademija i Financijska akademija.
Belgorodsko akademsko kazalište nosi ime u čast slavnog glumca iz 19. stoljeća, Mihaila Ščepkina, koji je rođen u blizini.

## Vanjske poveznice
- Belgorodsko državno tehnološko sveučilište Šuhov, službena stranica, na ruskom jeziku